# Działoszyn (stacja kolejowa)
Działoszyn – stacja kolejowa w Trębaczewie, w gminie Działoszyn (powiat pajęczański) na linii kolejowej nr 131, czyli Magistrali Węglowej. W 2009 roku wstrzymano ruch pociągów osobowych na odcinku Herby Nowe – Chorzew Siemkowice i przez stację przejeżdżają tylko składy towarowe.